# Prousós
Prousós (Prousos) är en ort i Grekland.   Den ligger i prefekturen Nomós Evrytanías och regionen Grekiska fastlandet, i den centrala delen av landet, 200 km väster om huvudstaden Aten. Prousós ligger 834 meter över havet och antalet invånare är 125.
Terrängen runt Prousós är kuperad åt sydväst, men åt nordost är den bergig. Runt Prousós är det ganska glesbefolkat, med 21 invånare per kvadratkilometer. Närmaste större samhälle är Thérmo, 18,0 km söder om Prousós. I omgivningarna runt Prousós växer i huvudsak blandskog.